# تيد هيرولد
تيد هيرولد (بالألمانية: Ted Herold)‏ هو مغني وممثل ألماني، ولد في 9 سبتمبر 1942 في برلين في ألمانيا.

## وصلات خارجية
- تيد هيرولد على موقع IMDb (الإنجليزية)
- تيد هيرولد على موقع مونزينجر (الألمانية)
- تيد هيرولد على موقع ألو سيني (الفرنسية)
- تيد هيرولد على موقع ميوزك برينز (الإنجليزية)
- تيد هيرولد على موقع قاعدة بيانات الأفلام السويدية (السويدية)
- تيد هيرولد على موقع ديسكوغز (الإنجليزية)
- تيد هيرولد على موقع قاعدة بيانات الفيلم (الإنجليزية)
- تيد هيرولد على موقع كينوبويسك (الروسية)